# Юсеф Саанеи
Великий аятолла Юсеф Саанеи (16 октября 1937 — 12 сентября 2020) — иранский учёный, известный теолог и мусульманский философ.

## Биография
Юсеф Саанеи родился в Никабаде (Иран) в 1937 году, в семье шиитских богословов. В 1946 Саанеи был зачислен в Исфаханскую семинарию, а в 1951 поступил в Кум для продолжения своих исследований. За усердность и образцовое старание, один из крупнейших религиозных лидеров шиитов того времени — великий аятолла Боруджерди — наградил его особой рекомендацией. С 1955 по 1963, т.e. в то время, когда аятолла Хомейни находился в эмиграции, Саанеи посещал его уроки по хариджу и был одним из его ближайших учеников. Он достиг ранга иджтихада в 22 года, а с 38 лет преподавал исламские науки на уровне харидж.
Аятолла Саанеи является одним из видных мусульманских реформаторов, и получил известность своими взглядами о равенстве людей вне зависимости от пола, нации или религии.

## Произведения

### Книги на персидском
1. Товзих-уль-Масаа’ил (Исламские законы)
2. Маджма-уль-Масаа’ил (три тома)
3. Мунтахаб-уль-Ахкам (Выборка из исламских законов)
4. Истифта’ат по юридическим вопросам (два тома)
5. Истифта’ат по медицинским вопросам
6. Ритуалы хаджа
7. Правила хаджа (для женщин)
8. Истифта’ат по хаджу и умре
9. Правила умры муфрада (малого паломничества)
10. Правила, касающиеся вопросов женщины
11. Правила, касающиеся вопросов молодежи
12. Свидетельские показания женщины в исламе
13. Выборка из ритуалов и практики хаджа
14. Биография

### Книги на арабском
1. Мисбах-уль-Мукуаллидун (مصباح المقلّدين)
2. Фикх-уль-Сакалайн (Книга развода)(فقه الثقلين)
3. Фикх-уль-Сакалайн (Книга компенсации)
4. Фикх-уль-Сакалайн (Книга наследства)
5. Комментарий к Тахрир-уль-Василят (تحرير الوسيلة)
6. Комментарий к Урват-аль-Вазкв (четыре тома)
7. Мунтахаб-уль-Ахкам (Выборка из Исламского закона)(منتخب الأحكام)
8. Хидаайат-уль-Насикин мин Аль-Худжадж ва Аль-Му’тамирин мин Рисаалати Наджат-уль-Ибад
9. Манасик-аль-Хадж (Ритуалы Хаджа) (مناسك الحج)
10. Далил-ул-Насик
11. Масабеех-уль-Ахкам
12. Рисалятун Фи аль-Риба (رسالة في الربا)
13. Мунтхаб-аль-А`мал валманасик мин аль-Хадж